# Rittersberg (Marienberg)
Rittersberg ist ein Ortsteil der sächsischen Stadt Marienberg im Erzgebirgskreis.

## Geografie

### Lage
Die Streusiedlung Rittersberg liegt etwa 3,5 Kilometer östlich von Marienberg im Erzgebirge. Die Ortslage erstreckt sich über etwa 1 Kilometer auf einem nach Südosten zur Roten Pockau abfallenden Hang. Etwa 800 Meter nordöstlich des Ortes liegt die historische bedeutsame Wüstung Schwedengraben, eine ehemals bergmännische Ansiedlung aus dem 12. Jahrhundert. Durch den Ort führt die Kreisstraße 8113 nach Niederlauterstein. Südlich der Ortslage besteht weiterhin Anschluss an die Bundesstraße 171 Wolkenstein–Olbernhau, zudem beginnt an dieser in der Kniebreche die Staatsstraße 224 nach Pockau. Hier mündet auch die Rote in die Schwarze Pockau.

### Nachbarorte
|             | Niederlauterstein                           |         |
| Hüttengrund | Kompassrose, die auf Nachbargemeinden zeigt | Zöblitz |
|             | Pobershau                                   |         |

## Geschichte

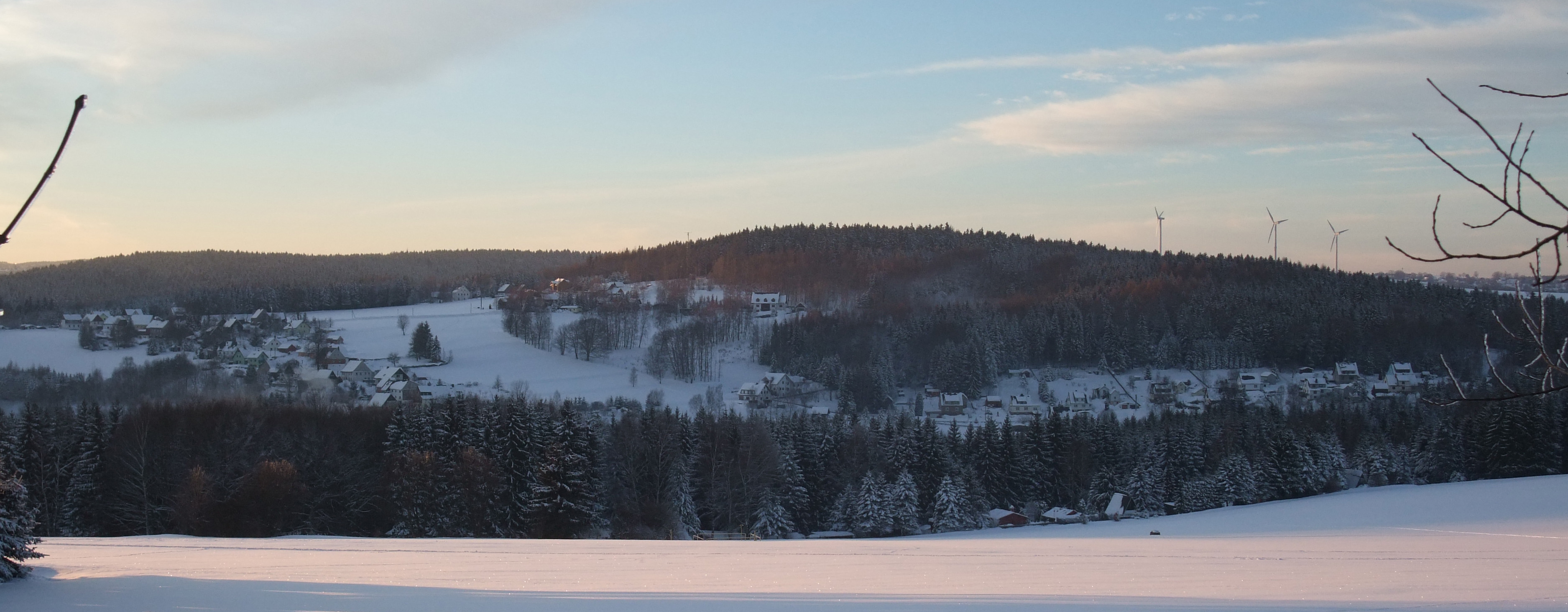
Rittersberg von der Zöblitzer Schützenstraße gesehen.

Die erste urkundliche Erwähnung des Ortes datiert von 1552 als Ritterßdorf. Gegründet wurde er 1540, es ist seitdem nach Lauterbach gepfarrt.
August Schumann nennt 1822 im Staatslexikon von Sachsen Rittersberg betreffend u. a.: 

„[…] nur westlich, wo sich der Berg allmählich noch mehr erhebt, hat der Ort eine kleine Feldflur. Er enthält mit Einschluss des sogenannten Kupferhamers, jetzt einer bloßen Mahl- und Bretmühle an der rothen Bockau, in etwa 27 Häusern über 150 Einwohner, welche zum Theil in den Marienberger Gruben und Hütten arbeiten, zum Theil auch Waldarbeit, Schachtelmacherei u. s. w, so wie gute Viehzucht und geringen Feldbau treiben.“

1897 wurde ein Schulgebäude errichtet, im Jahr darauf wurde die Talstraße nach Pockau gebaut. 1925 erfolgte der Anschluss ans Elektrizitätsnetz und bereits zwei Jahre später wurde eine zentrale Wasserleitung verlegt.
Am 1. Januar 1994 wurde Rittersberg nach Pobershau eingemeindet. Mit Auflösung der Gemeinde Pobershau kam Rittersberg am 1. Januar 2012 zur Stadt Marienberg.

## Entwicklung der Einwohnerzahl von Rittersberg
| Jahr | Einwohnerzahl |
| ---- | ------------- |
| 1552 | 10 Häusler    |
| 1764 | 13 Gärtner    |
| 1834 | 187           |
| 1871 | 290           |
| 1890 | 310           |
| 1910 | 321           |

| Jahr | Einwohnerzahl |
| ---- | ------------- |
| 1925 | 293           |
| 1939 | 323           |
| 1946 | 324           |
| 1950 | 370           |
| 1964 | 325           |
| 1990 | 253           |

| Jahr | Einwohnerzahl |
| ---- | ------------- |
| 1993 | 230           |
| 2014 | 199           |
| 2015 | 187           |
| 2016 | 184           |